# Hélène Lefebvre
Pour les articles homonymes, voir Lefebvre.
Hélène Lefebvre, née le 26 février 1991 à Paris 14e, est une rameuse d'aviron française.

## Carrière
En septembre 2015, elle se qualifie avec Élodie Ravera-Scaramozzino pour l'épreuve de deux de couple des Jeux olympiques d'été de 2016. Elles finissent 5e de l'épreuve.
Le 4 août 2018, elle est sacrée championne d'Europe du deux de couple avec Élodie Ravera-Scaramozzino lors des Championnats d'Europe d'aviron à Glasgow (Écosse).

## Palmarès
- Championnats d'Europe 2018 à Glasgow ( Écosse) :
  -  Médaille d'or du deux de couple avec Élodie Ravera-Scaramozzino.